# San Cosimato
San Cosimato ou Igreja de São Cosimato é uma igreja de Roma, Itália, localizada no rione Trastevere, hoje parte do hospital "Nuovo Regina Margherita". É dedicada aos Santos Cosme e Damião. 
A Diocese de Roma não lista mais a igreja, um sinal de que a igreja foi provavelmente desconsagrada, e tanto o hospital quanto o hospício estão listados como capelanias da igreja paroquial de San Francesco a Ripa.

## Mosteiro
A igreja era antigamente parte de um mosteiro — originalmente beneditino — situado, segundo Nibby,  Fea e Canina, na Naumáquia de Augusto e dito in mica aurea por causa da areia do Tibre de cor amarelada presente no local. De uma corruptela do nome original deriva o nome atual. O mosteiro passou às irmãs "enclausuradas de São Damião" (parte das clarissas a partir de 1233).
A fachada do complexo está de frente para uma praça homônima, num nível da rua muito mais baixo que o atual, e o portal é precedido por um pórtico avançado do século XII, construído com materiais reutilizados. Ele dava acesso a um átrio, onde estava "a raridade de uma grande banheira de granito com anéis e cabeças de leão" e ainda hoje in situ. A igreja ficava logo em frente. À direita está a entrada par ao primeiro dos dois claustros do convento, com dois andares. A arcada do piso superior foram emparedadas durante uma reforma no século XVI; nesta mesma obra foram construídos ali a sala do capítulo e o segundo claustro, ligado ao primeiro, com um poço no centro. 
Em 1891. o convento foi tomado pela cidade de Roma, que o transformou num hospício, e as irmãs se mudaram para o convento de San Gregorio al Celio (de lá, elas se mudaram diversas vezes até finalmente conseguirem se firmar, em 1933, no novo Mosteiro de São Cosimato, perto da Porta San Paolo). A partir de 1960, o complexo abriga o Ospedale Nuovo Regina Margherita.

## Igreja
O acesso à igreja se dava pelo átrio depois do portal (hoje fechado). O edifício, diminuto para uma igreja conventual, foi reestruturado junto com o mosteiro pelo papa Sisto IV Della Rovere por ocasião do Jubileu de 1475, como atesta a inscrição na arquitrave do portal do século XV.
A igreja e o convento foram seriamente danificados pelo atentado de Oudinot contra a República Romana de 1849, como atesta uma lápide conservada no claustro, que destruiu os famosos afrescos de Pinturicchio. O interior, de nave única, foi finalmente reconstruído em 1871 e, do edifício antigo, conserva apenas um afresco no presbitério ("Madona com o Menino e os Santos São Francisco e Clara", de Antonio del Massaro, dito il Pastura). 
Ao lado da igreja está um pequeno campanário românico.

## Galeria

Imagens da igreja
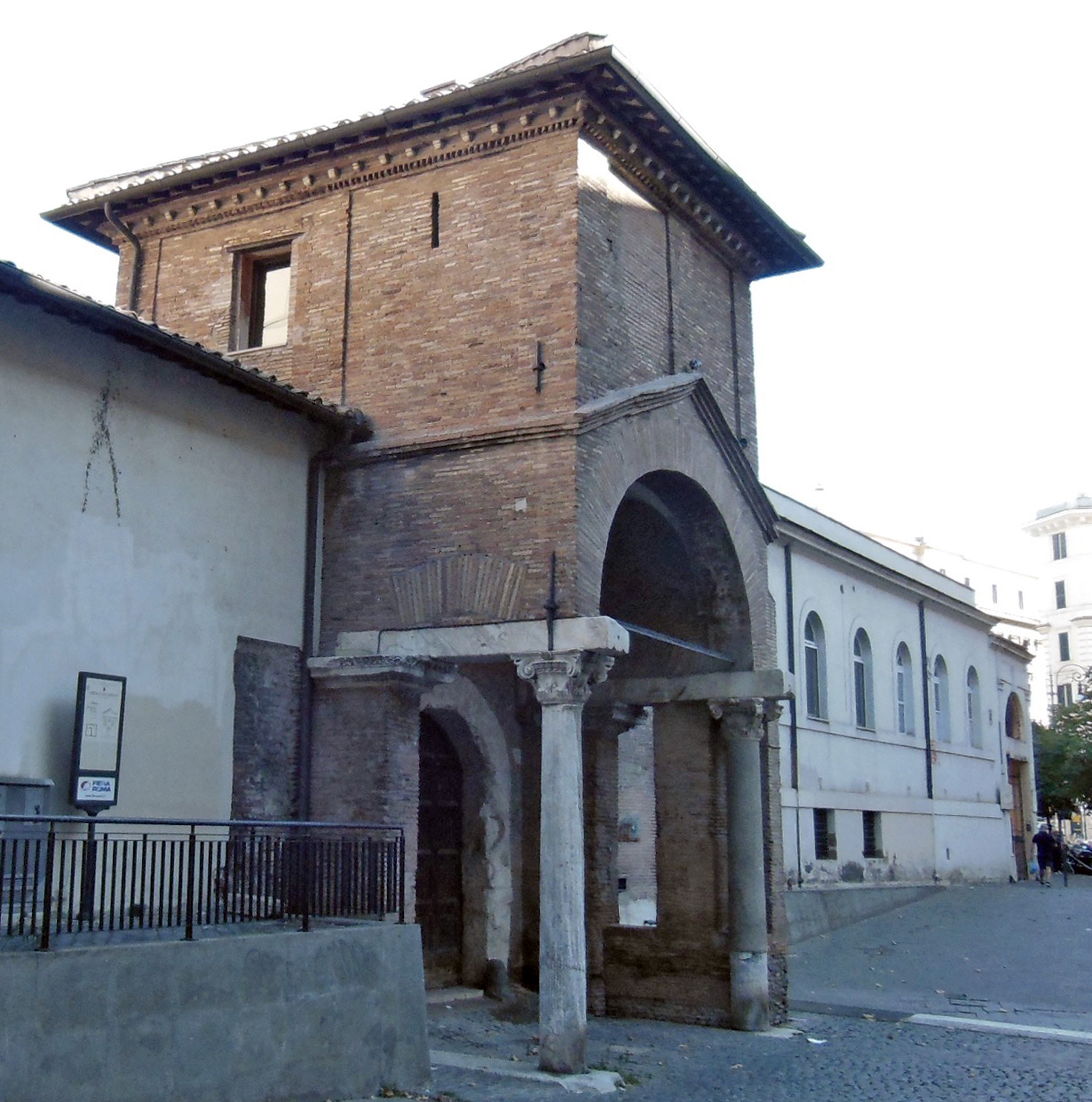
Vista anterior do portal de frente para a piazza di San Cosimato.
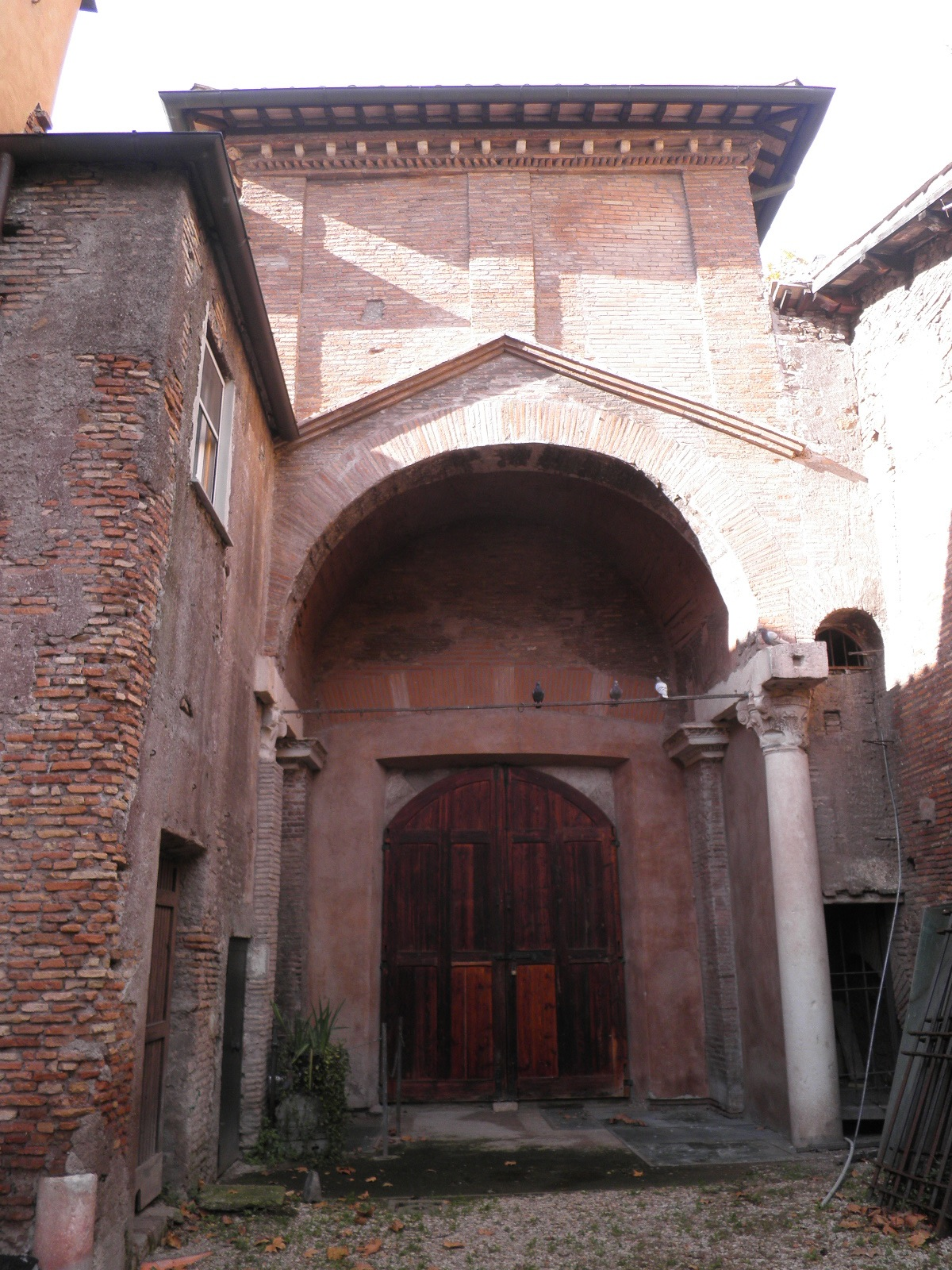
Vista posterior do portal no átrio da banheira romana.
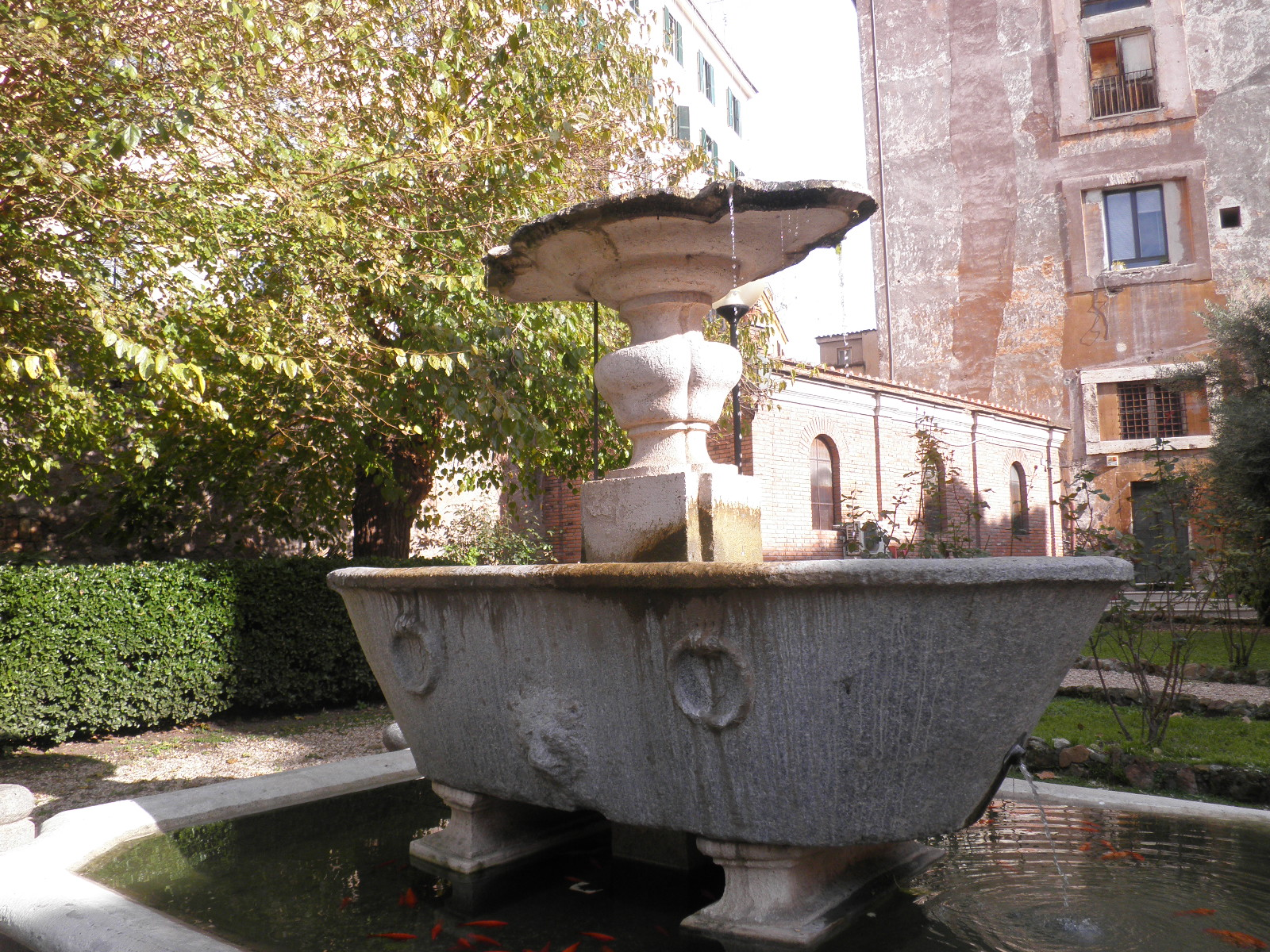
A banheira romana, ainda in situ.
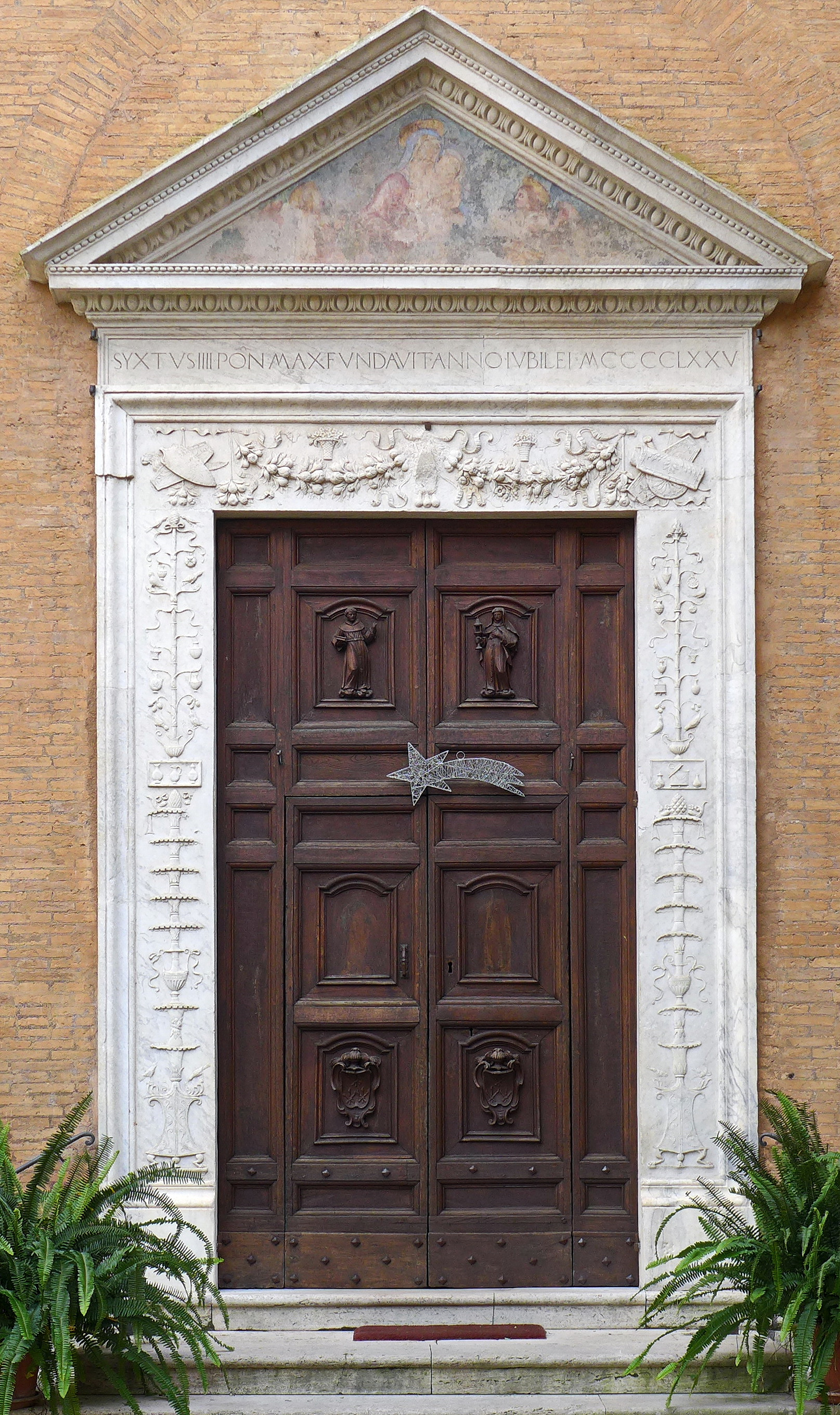
Portal da igreja (detalhe), de frente para o átrio.
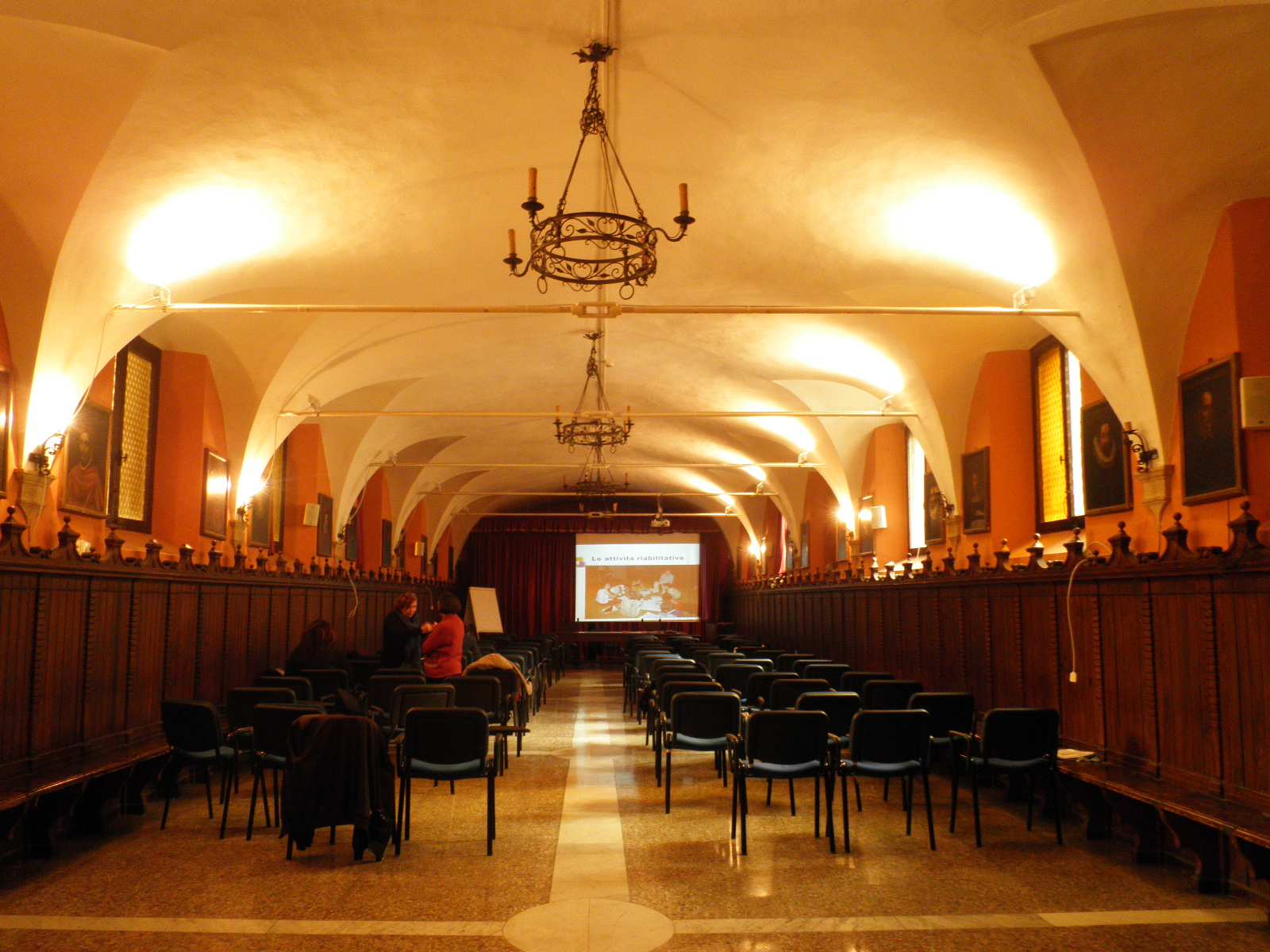
Antiga sala capitular do convento (hoje uma sala de reuniões).
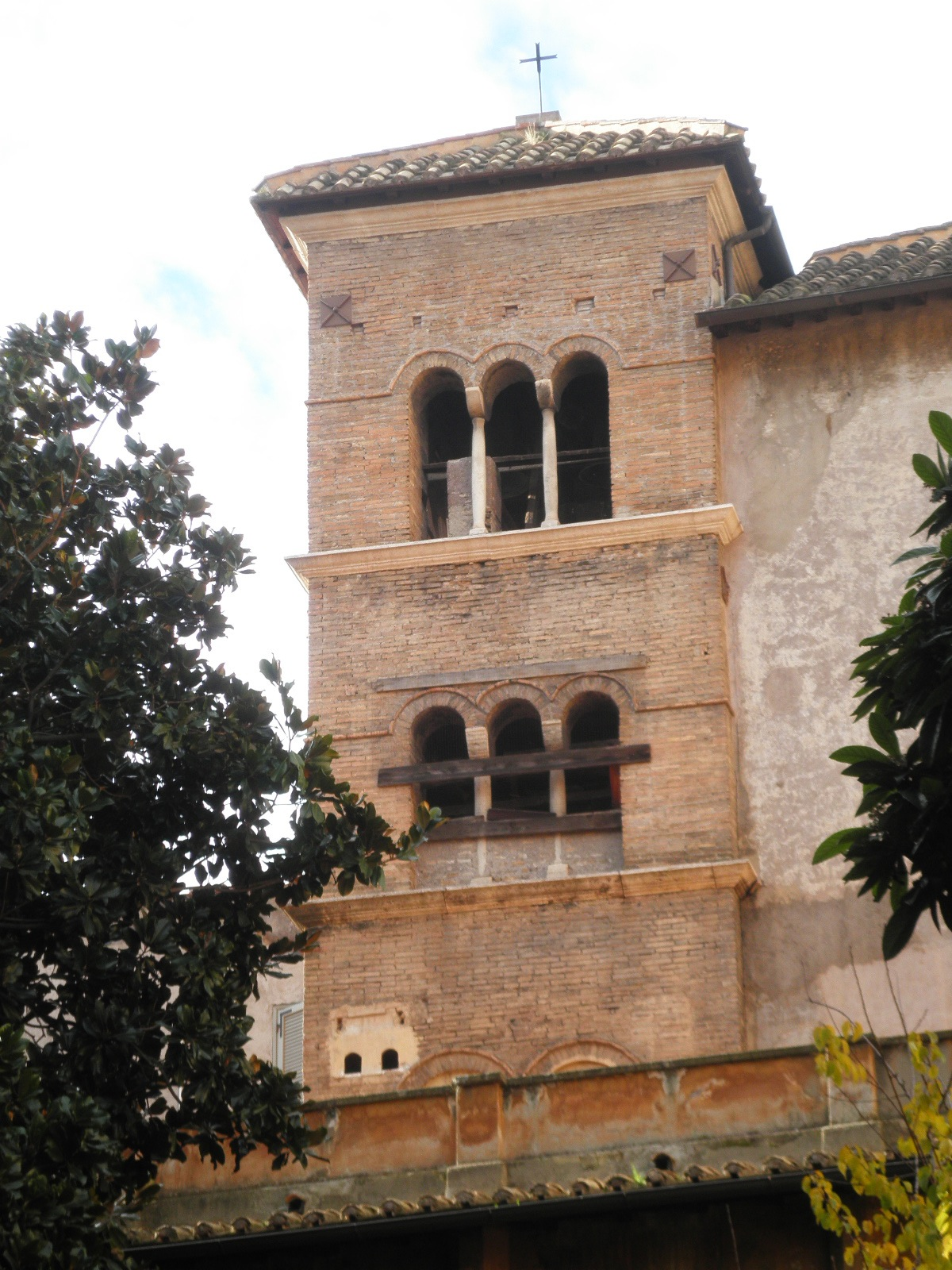
Campanário românico original.